# Церковь францисканцев (Братислава)
Церковь францисканцев ( словац. Františkánsky kostol, Kostol Zvestovania Pána) — католическая церковь, находящаяся в Старом городе Братиславы, Словакия. Церковь францисканцев является одним из старейших религиозных зданий братиславского Старого города. Храм был повреждён несколько раз от пожара и землетрясения, поэтому до нашего времени сохранилось только небольшая часть первоначального строения. Сегодня в церкви хранятся мощи святого Репарата.

## История
Считается, что церковь францисканцев в Братиславе была построена между 1280—1297 гг. венгерским королём Ласло IV в знак победы над чешским королём Пржемыслом Оттокаром II в битве у Моравского поля в 1278 году. Церковь была освящена в 1297 году в присутствии венгерского короля Андраша III. Первоначально храм был построен в готическом стиле, в XVII веке церковь была перестроена в стиле Ренессанс и в XVIII — в стиле барокко.
В XIV веке к церкви был пристроен монастырь францисканцев, от которого церковь Благовещения Господня позднее унаследовала своё сегодняшнее просторечное название. В этом же веке были построены две часовни святых Иоанна Богослова и Розалии. В XVI веке церковь францисканцев использовалась венгерскими королями для публичных церемоний. В 1526 году в ней был коронован Фердинанд I.
В первой половине XVII века храм пострадал от землетрясения, после которого церковь была восстановлена и началось постепенное изменение архитектурного стиля церкви.
Монастырь был конфискован при императоре Иосифе II, проводившем внутреннюю политику, получившую позднее название «иосифизм». Помещения францисканского монастыря в XVIII—XIX веках использовались для проведения городских собраний, выборов глав Братиславы и заседаний местного муниципалитета.

## Интерьер
Сегодняшний интерьер храма был перестроен в XVIII веке. Главный алтарь церкви, окружённый статуями святого Стефана и святого Эмерика, был построен в 1720—1730 годах. Витражи, изображающие Благовещения, были добавлены в конце XIX века.
Боковые алтари святых Франциска Ассизского и Антония Падуанского датируются 1730 — ым годом. Находясь на хорах, можно увидеть другие две часовни — святой Анны и святой Барбары.
Кафедра в стиле рококо была построена в 1756 году. На ней изображён Франциск Ассизский со стигматами, беседующий с птицами и пророк Моисей.

## Часовня святого Иоанна Богослова
Часовня святого Иоанна Богослова была построена в готическом стиле во второй половине XIV века. В часовне находится склеп семейства Якубовец и главы Прессбурга. В часовне находятся статуи святых Франциска Ассизского, Антония Падуанского, Людовика IX, Клары Ассизской и Елизаветы Венгерской. Часовня считается одним из самых ранних сооружений готической архитектуры в Словакии. В 1831 году в часовне святого Иоанна Богослова была произведена реконструкция.